# جندرية
الجندرية هي النظام الاجتماعي أو المعتقد الثقافي اين يكون نوع الجنس ثنائي، أو أن هناك، أو ينبغي أن يكون، سوى اثنين من الجنسين - رجل وامرأة - وأن جوانب المرء بين الجنسين ترتبط بطبيعتها إلى الجنس وراثي واحد، أو الجنس المعين عند الولادة. ويمكن أن تشمل هذه الجوانب توقعات خلع الملابس، والسلوك، والتوجه الجنسي، والأسماء / الضمائر، المرحاض المفضل، أو أي نوعية أخرى تنسب إلى تمثيل جنس ولادتهم، مؤنث أو مذكر.